# Онищенко Сергій Іванович
Сергій Іванович Онищенко (23 лютого 1954, Чугуїв, Харківська область - 25 жовтня 2023) — український військовик. Генерал-полковник. Командувач Повітряних Сил Збройних Сил України (2010—2012).

## Біографія
Народився 23 лютого 1954 року в місті Чугуїв на Харківщині у військовій родині: його батько – також льотчик. У 1975 році закінчив Харківське вище військове авіаційне училище льотчиків. У 1983 Військово-повітряну академію ім. Ю.Гагаріна. У 1997 році Академію Збройних Сил України, факультет підготовки фахівців оперативно-стратегічного рівня.
У 1975—1978 рр. — льотчик винищувального авіаційного полку.
У 1978—1980 рр. — службу проходив на посадах старшого льотчика, командира ланки, заступника командира авіаційної ескадрильї — штурмана винищувального авіаційного полку.
У 1983—1992 рр. — командир ескадрильї, заступника командира та командира винищувального авіаційного полку, заступника командира авіаційної дивізії.
У 1992—1993 рр. — обіймав посаду заступника начальника бойової підготовки управління Військово-Повітряних Сил України.
У 1993—1995 рр. — службу проходив на посадах заступника начальника управління бойової підготовки та військових навчальних закладів, заступника начальника бойової підготовки управління Військово-Повітряних Сил України.
У 1997—1998 рр. — командир винищувальної авіаційної дивізії.
У 1998—2002 рр. — командир 14-го авіаційного корпусу.
У 2002—2004 рр. — знятий з посади ( " Скнилівська трагедія") та понижений до посади заступника начальника Апарату управління бойової підготовки Головного командування Військово-Повітряних Сил ЗС України.
У 2004—2005 рр. — перший заступник Головнокомандувача Повітряних Сил ЗС України.
У 2005—2010 рр. — перший заступник командувача Повітряних Сил ЗС України.
З 12.08.2010 по 8 червня 2012 — командувач Повітряних Сил Збройних Сил України.
8 червня 2012 року знятий з посади та  звільнений з військової служби у запас за станом здоров'я з правом носіння військової форми одягу.

## Нагороди та відзнаки
- Орден Червоної Зірки.
- Орден Богдана Хмельницького III-го ст.
- багатьма медалями та відзнаками Міністерства оборони України.
- Нагороди Республіки Таджикистан.